# Lago Springer
O lago Springer é um lago de água doce que se localiza na província de Manitoba, no Canadá.

## Descrição
Este lago é o local usado pela Escola das Forças Canadianas de Sobrevivência e Formação Médica Aerotransportada (CFSSAT) como local para treinamento de sobrevivência, facto que tem contribuído para a redução da caça furtiva na área do parque provincial de que faz parte o lago.
Localiza-se a cerca de 170 quilómetros a nordeste da cidade de Winnipeg, dentro da área do Parque Provincial Nopiming. Parte da bacia hidrográfica deste lago estende-se para os Estados Unidos .